# Município de Valleytown (condado de Cherokee, Carolina do Norte)
Localização da Carolina do Norte nos E.U.A.
O município de Valleytown (em inglês: Valleytown Township) é um localização localizado no  condado de Cherokee no estado estadounidense da Carolina do Norte. No ano 2010 tinha uma população de 7.275 habitantes.

## Geografia
O município de Valleytown encontra-se localizado nas coordenadas 35° 14′ 22,63″ N, 83° 49′ 47,7″ O.